# Harken (by)
 For alternative betydninger, se Harken. (Se også artikler, som begynder med Harken)
Harken er en landsby i det centrale Vendsyssel med 371 indbyggere  (2024). Harken er beliggende otte kilometer syd for Hjørring og 16 kilometer nord for Brønderslev.
Byen ligger i Region Nordjylland og hører til Hjørring Kommune. Harken er beliggende i Vrejlev Sogn. Harken er sammenvokset med Hæstrup Mølleby i Hæstrup Sogn.